# Andrena angustella
Andrena angustella är en biart som beskrevs av Cockerell 1936. Andrena angustella ingår i släktet sandbin, och familjen grävbin. Inga underarter finns listade i Catalogue of Life.